# Bradypontius siphonatus
Bradypontius siphonatus is een eenoogkreeftjessoort uit de familie van de Artotrogidae. De wetenschappelijke naam van de soort is voor het eerst geldig gepubliceerd in 1897 door Giesbrecht.